# Timarcha tenebricosa
L'escarabat de Sant Joan (Timarcha tenebricosa) és una espècie d'insecte escarabat de la família dels crisòmids d'Europa.
Té la particularitat, en cas de pertorbació, de fer-se el mort després d'emetre per la boca però també per les articulacions, un líquid vermell-taronja que tindria molt mal gust per als depredadors. Aquest líquid és l'hemolinfa. Aquest fenomen de sagnat reflex existeix en altres insectes no voladors.

## Descripció
Aquest gran crisomèlid inofensiu és un animal amb un cos fortament abovedat i èlitres inusualment llisos, amb un aspecte lleugerament metàl·lic i mat.No té ales i els seus èlitres són fusionats. Així que no pot volar. Es mou lentament a terra, a l'herba i a les plantes herbàcies o arbustives, i sobretot de nit .
Aquest insecte es pot confondre, d'adult, amb certs escarabats femers (geotrúpids) o, en fase larvària, amb escarabats.

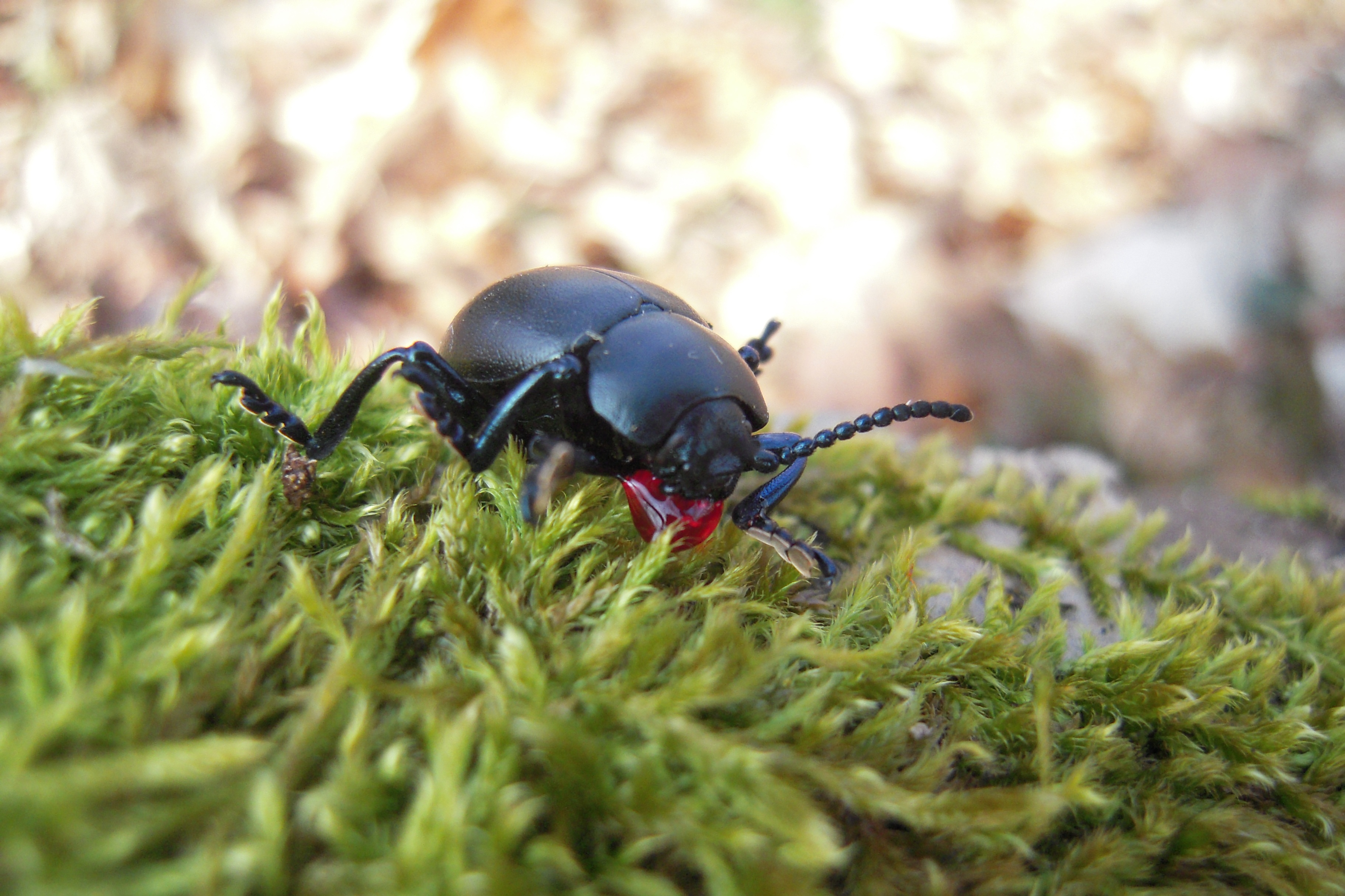
Timarcha tenebricosa es caracteritza especialment per antenes gruixudes, ben segmentades i pectinades, així com per coixinets adherents gruixuts sota les potes, que acaben en doble ganxo. Els seus tarsos molt llargs li donen un aspecte camallarg inusual en els escarabats eurasiàtics

## Habitat
És una espècie de zones herbades, vores i clarianes forestals.

## Alimentació
Té fama de ser monòfaga, la seva larva s'alimenta exclusivament de palla, en particular d'espècies de fulles toves com Galium verum, Galium mollugo o Galium odoratum i encara més quan es tracta de Phuopsis stylosa on es poden trobar diverses desenes d'individus al mateix cobriment del grup de 0,25 m². De vegades es troba en altres plantes nitròfiles en ambients frescos, húmics i rics, com l'ortiga o la consolda.
D'hora, es pot observar d'ençà dels primers dies bons en llocs herbats més aviat nitròfils, terraplens, vores de camins a partir del mes de març sobre llits de sorra, ortigues.

## Cicle de vida

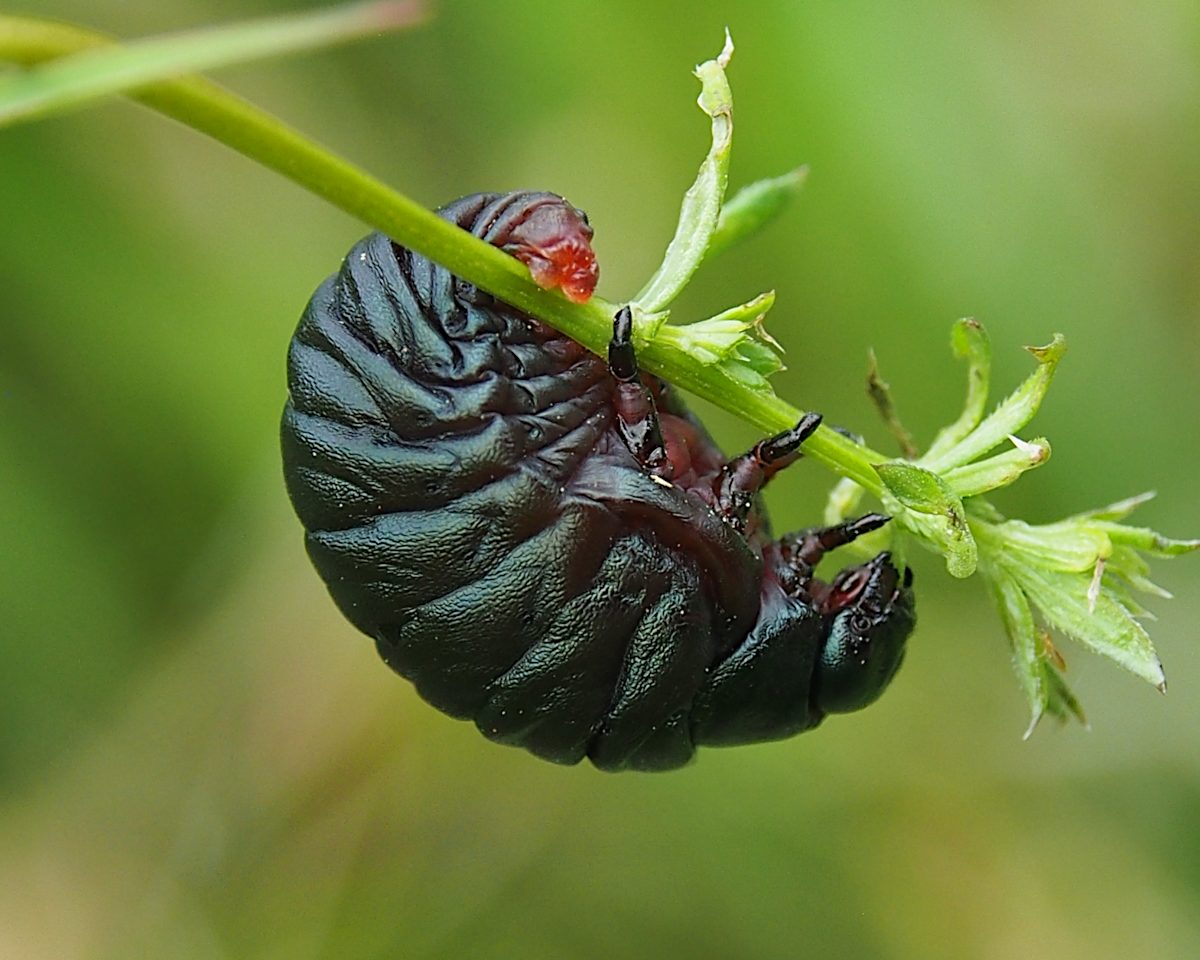
Larva

Els ous es posen a la primavera sobre els llits. Donen grans larves característiques de color blau-negre (fins a 20 mm), amb teguments rígids, que viuen sobre plantes de palla i que, després de la pupa a la tardor i la diapausa hivernal, donaran adults la primavera següent.

## Estat, amenaces
És una espècie que sembla estar en declivi en la seva distribució natural. La sega massa sistemàtica de vores, prats i séquies o terraplens de camins destrueix les seves larves o pupes o les dues coses alhora.Una contaminació general del medi per plaguicides (en particular insecticides), així com la disminució de les seves poblacions alimentadores de palla als seus biòtops podrien ser responsables d'un descens de l'espècie.Com que no vola, la fragmentació del seu hàbitat i dels seus biòtops per carreteres, canals, séquies plenes d'aigua també pot contribuir a la seva regressió, fins i tot localment a la seva desaparició.
No és una espècie protegida i no s'ha avaluat el seu estat de conservació.

## Etimologia
El seu nom prové d'un terme grec que evoca els elits que, a l'Antiguitat, havien d'adoptar un aspecte alhora flegmàtic i noble.

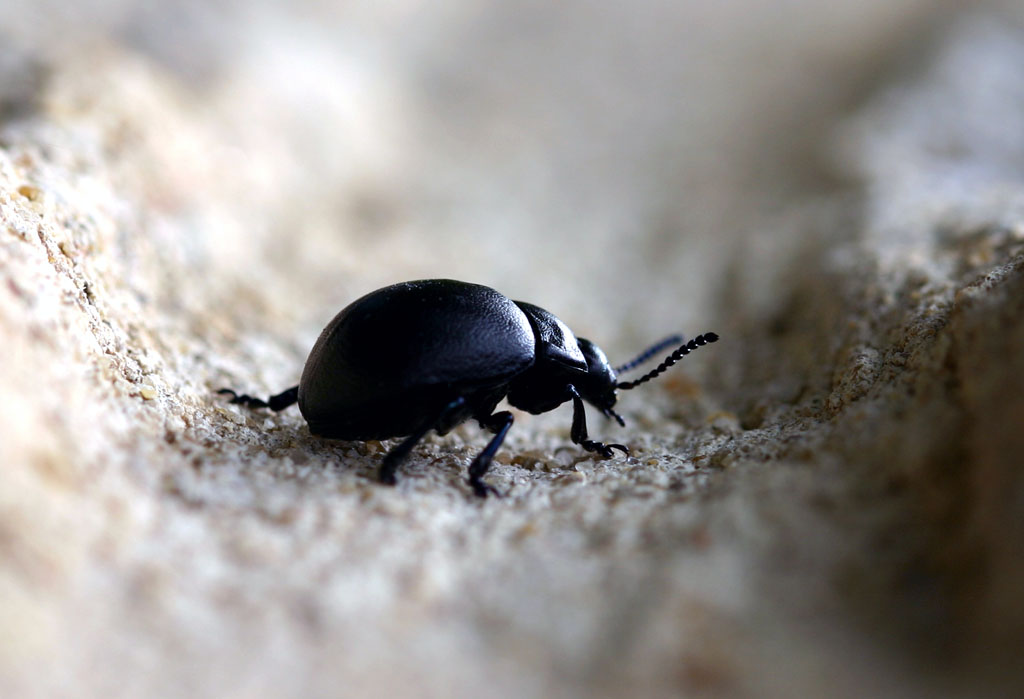
Timarcha tenebricosa
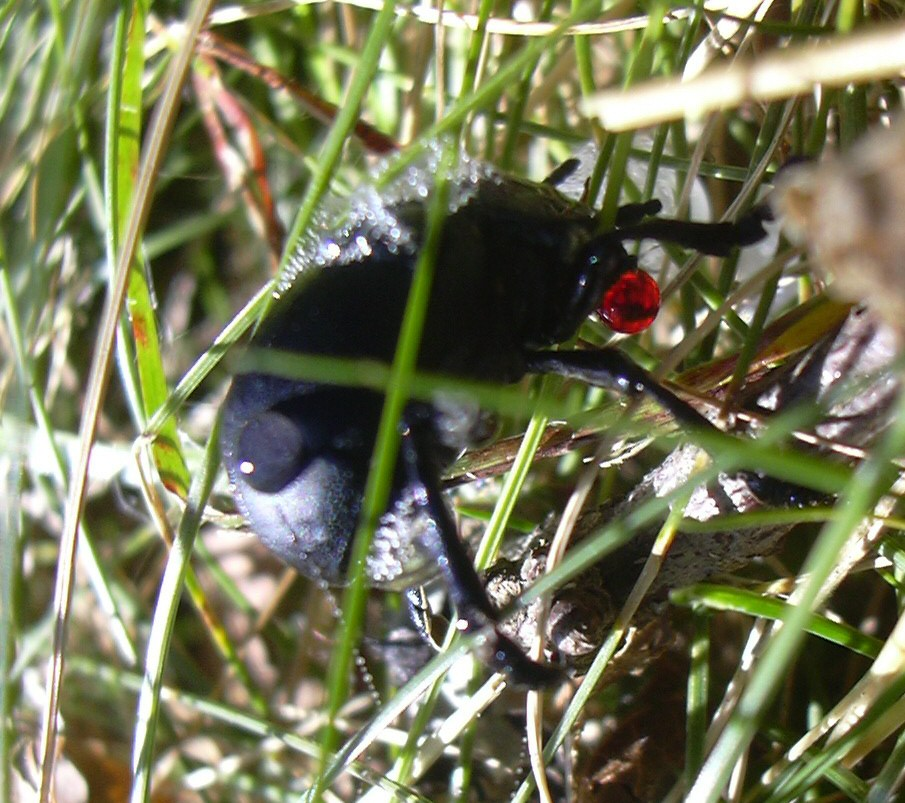
Timarcha tenebricosa que emet hemolinfa per la boca